# Maur abat
Maur abat –o Maure o Mur; del llatí Maurus– (Itàlia, s. VI) va ésser el primer i principal deixeble de sant Benet de Núrsia junt amb sant Plàcid de Subiaco, i abat d'un monestir de l'orde. És mencionat en la biografia de sant Gregori I el Gran.

## Biografia

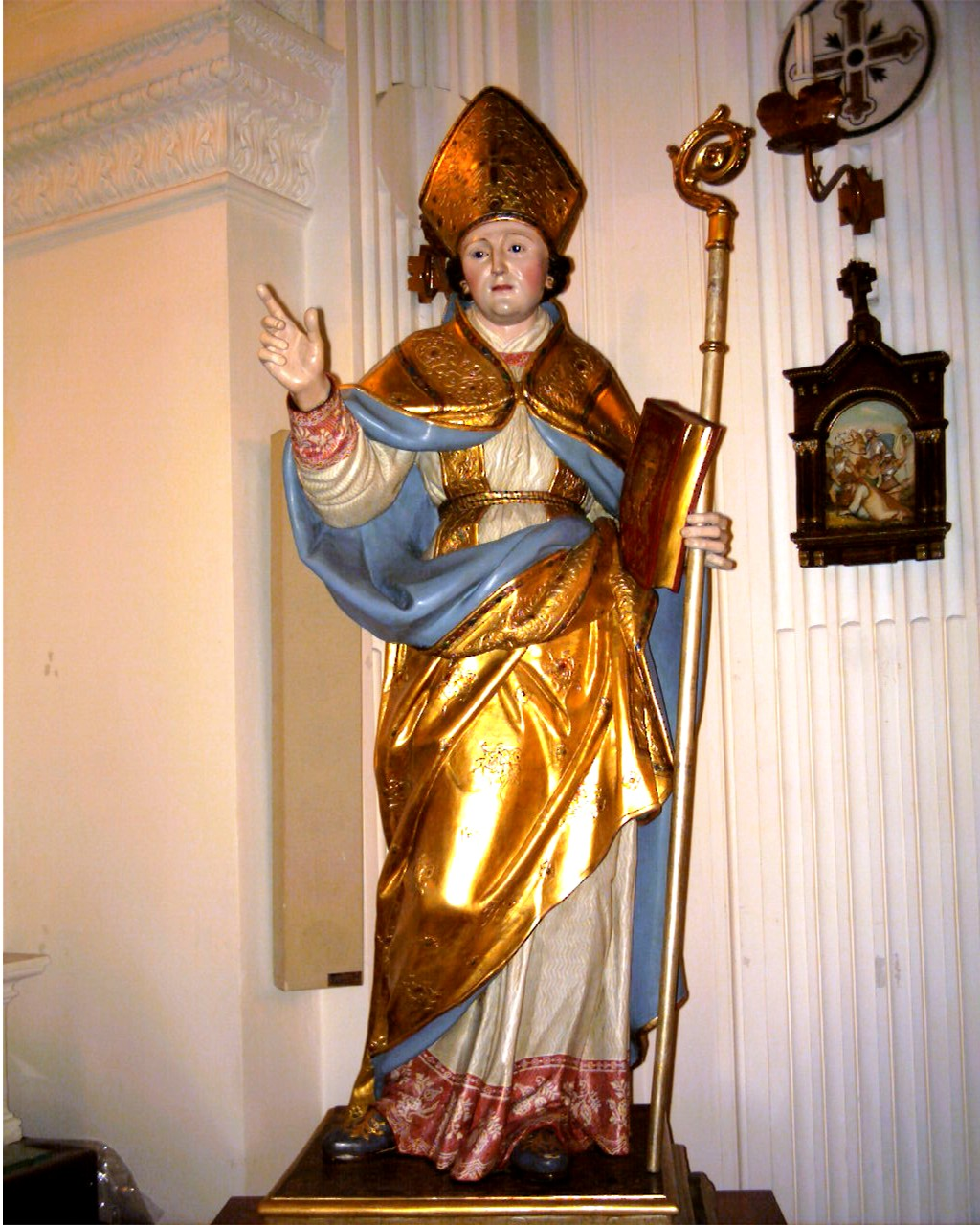
Talla a San Mauro La Bruca

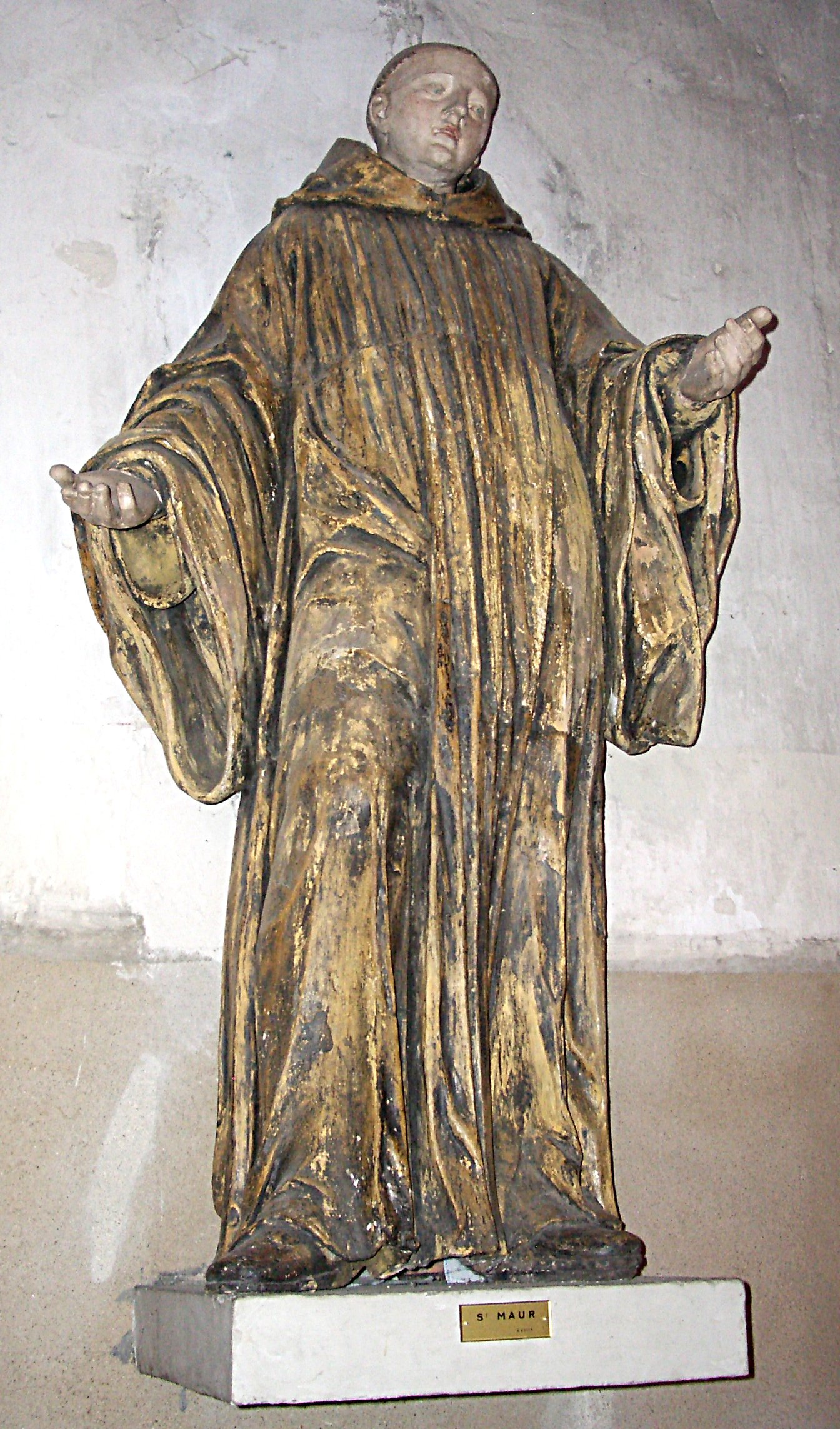
Talla a Bel Hellouin (Eure)

Hi ha poques dades de la seva vida, fora de les narrades per Gregori el Gran. Algunes fonts diuen que provenia de Cosenza. Va viure com a deixeble de sant Benet i, quan aquest deixà Subiaco per anar a Montecassino, el succeí com a abat.
Quatre històries que implicaven Maur contades per Gregori I van formar un patró per a la formació ideal d'un monjo benedictí. La més famosa és el rescat per part de Maur de sant Plàcid, un jove ofert a sant Benet alhora que Maur. Plàcid havia caigut a un llac proper al monestir i Benet va tenir una visió on veié que Plàcid no podia sortir-ne: ràpidament, va enviar Maure perquè l'ajudés, i aquest va córrer i, caminant sobre l'aigua, el salvà.
A més, la llegenda li atribueix nombrosos miracles i prodigis: expulsar dimonis, etc.

## Llegenda francesa de Glanfeuil
Una tradició francesa del segle ix, falsificada per fer més antiga la fundació de l'abadia, deia que Maur va fundar, en un fabulós viatge a França, l'abadia de Glanfeuil, prop d'Angers, on va instaurar la regla benedictina i seria el primer establiment benedictí fora d'Itàlia. Glanfeuil també va ésser centre de pelegrinatge, ja que es va estendre la idea, falsa, que les restes de Sant Maur hi eren, esdevenint competidors de l'abadia de Fleury, on es creia que hi havia les restes de sant Benet de Núrsia, i de Le Mans, on es deia que hi havia les de santa Escolàstica de Núrsia, germana de Benet.
Els monjos de Glanfeuil van marxar a París al segle x, on l'abat Odó va instaurar el culte al sant a l'abadia de Saint-Pierres-des-Fossés, anomenada amb el temps Saint-Maur-des-Fossés. D'aquí, la congregació benedictina francesa, constituïda en 1618 va prendre el nom de Congregació de Sant Maur o maurins.
El culte a Sant Maur va estendre's per tot Europa, generalment amb el de Sant Plàcid, especialment al si de l'orde benedictí.

## Llegenda catalana de Sant Mauri
A Catalunya, es va desenvolupar una llegenda que feia el sant natural del Rosselló i li atribuïa fets i patronatges que, amb el temps, quedaren totalment deslligats de la història original del sant. A més, Sant Maur és un dels “sants barbuts” que, segons la tradició, marquen al calendari la setmana més freda de l'any: la setmana dels barbuts.